# Ogie Alcasid
Herminio Alcasid, Jr. (27 de agosto de 1967, Lucena), más conocido popularmente como Ogie Alcasid. Es un cantante, comediante, compositor, presentador de televisión, actor y empresario filipino.

## Carrera artística
Alcasid debutó como cantante en 1989 con el lanzamiento de su auto-titulado álbum "Ogie Alcasid", alcanzado el disco de oro, mientras que su primer sencillo "Nandito Ako" (Aquí estoy) fue premiada como "La mejor canción del Año" por la estación de radio local Magic 89.9. Desde entonces ha publicado 18 álbumes, incluyendo un álbum de Navidad (Larawan ng Pasko / Imágenes de la Navidad, 1994), un álbum en directo (OA sa Hits (Live), 2002), de grandes éxitos y cuatro álbumes. Ha recibido un total de cinco discos de oro, tres de platino, doble platino y tres registrados.

## Vida personal
Estuvo casado con Michelle van Eimeren, una concursante de Miss Universo Australia, y tuvo 2 hijos. Michelle y sus hijos viven ahora en Australia, antes y después de su divorcio, él tiene una relación actual con la cantante y actriz Regine Velásquez. Sus amigos más cercanos son los cantantes Michael V. y Janno Gibbs, además es propietario de una cadena de perros calientes llamado Doggie. 

## Discografía
| Año de lanzamiento | Título                                           | Certificación |
| ------------------ | ------------------------------------------------ | ------------- |
| 1989               | Ogie Alcasid                                     | Oro           |
| 1990               | Pagkakataon                                      |               |
| 1992               | A Step Ahead                                     | Platino       |
| 1994               | On Air                                           | Doble Platino |
| 1994               | Larawan ng Pasko                                 |               |
| 1995               | A Different Light                                | Oro           |
| 1997               | Phases                                           |               |
| 1998               | Ogie 10th-All the Best                           | Platino       |
| 2000               | Now and Then                                     | Oro           |
| 2001               | Movie Moments                                    |               |
| 2002               | A Better Man                                     | Doble Platino |
| 2002               | OA sa Hits (Live)                                | Oro           |
| 2003               | Mga Kuwento ng Pag-ibig                          | Doble Platino |
| 2004               | The Songbird and the Songwriter                  | Platino       |
| 2004               | I Am a Singer                                    | Oro           |
| 2005               | Ogie Alcasid Greatest Hits                       | Oro           |
| 2006               | Greatest Hits, an Audio-visual Anthology         | Oro           |
| 2006               | Lumilipad                                        | Oro           |
| 2007               | Ogie All the Classics                            | Oro           |
| 2008               | The Great Filipino Songbook                      | Oro y Platino |
| 2012               | Ngayon at Kailanman: A Tribute to George Canseco | Oro           |
| 2012               | The Songwriter and Hitmakers                     | Oro           |
| 2016               | Ikaw Ang Buhay Ko                                |               |

## Filmografía

### TV Shows
| TV Show                        | Caracteres       | Año          |
| ------------------------------ | ---------------- | ------------ |
| Hole in the Wall (as Angelina) | Host             | 2009-present |
| Bubble Gang                    | various          | 1995-present |
| Pinoy Idol                     | Idol jury member | 2008         |
| Da Big Show                    | host             | 2008         |
| Ay Robot!                      | various          | 2005-2007    |
| SOP Rules                      | performer/host   | 1997-present |
| Hanggang Kailan                | George           | 2004         |
| Family Feud                    | host             | 2001         |
| Tropang Trumpo                 | various          | 1992         |
| Game Na Game Na                | host             | 1991         |
| Small Brothers                 | host/performer   | 1988         |

### Películas
- OMG (Oh, My Girl!)[1]
- Desperadas 2
- Shake, Rattle & Roll 2k5
- Captain Barbell
- A.B. Normal College
- Pedro Penduko, Episode II: The Return of the Comeback
- Nanggigigil Ako Sa Iyong Kagandahan
- Ayos Lang, Pare Ko
- Si Ayala at Si Zobel
- Isko: Adventures in Animasia
- Manolo en Michelle Hapi Together
- Mama's Boys
- Shake, Rattle & Roll III
- Small En Terrible
- Feel Na Feel